# Island Plastics
Island Plastics war ein britischer Hersteller von Automobilen.

## Unternehmensgeschichte
Das Unternehmen aus Cowes auf der Isle of Wight begann 1985 mit der Lieferung von Karosserien an The Frogeye Car Company. 1997 wurde die Produktion von Automobilen und Kits aufgenommen. Der Markenname lautete Ipi. 1998 endete die Produktion. Insgesamt entstanden etwa drei Exemplare.
Die Healey Sprite Motor Company setzte die Produktion unter eigenem Markennamen fort.

## Fahrzeuge
Das einzige Modell war der Frogeye. Dies war die Nachbildung des Austin-Healey Sprite der ersten Generation. Die Karosserie bestand aus Fiberglas. Ein Motor von Toyota trieb die Fahrzeuge an.